# Nocatee, Florida
Nocatee, Florida (енгл. Nocatee) насељено је место без административног статуса у америчкој савезној држави Флорида.

## Демографија
По попису из 2010. године број становника је 4.524.
| Група             | 2000.    | 2010.         |
| Белци             | 0 (0,0%) | 3.687 (81,5%) |
| Афроамериканци    | 0 (0,0%) | 181 (4,0%)    |
| Азијати           | 0 (0,0%) | 168 (3,7%)    |
| Хиспаноамериканци | 0 (0,0%) | 345 (7,6%)    |
| Укупно            | 0        | 4.524         |